# Chameleion peguense
Chameleion peguense là một loài rêu trong họ Calymperaceae. Loài này được Besch. L.T. Ellis & A. Eddy mô tả khoa học đầu tiên năm nd.